# 파타슈

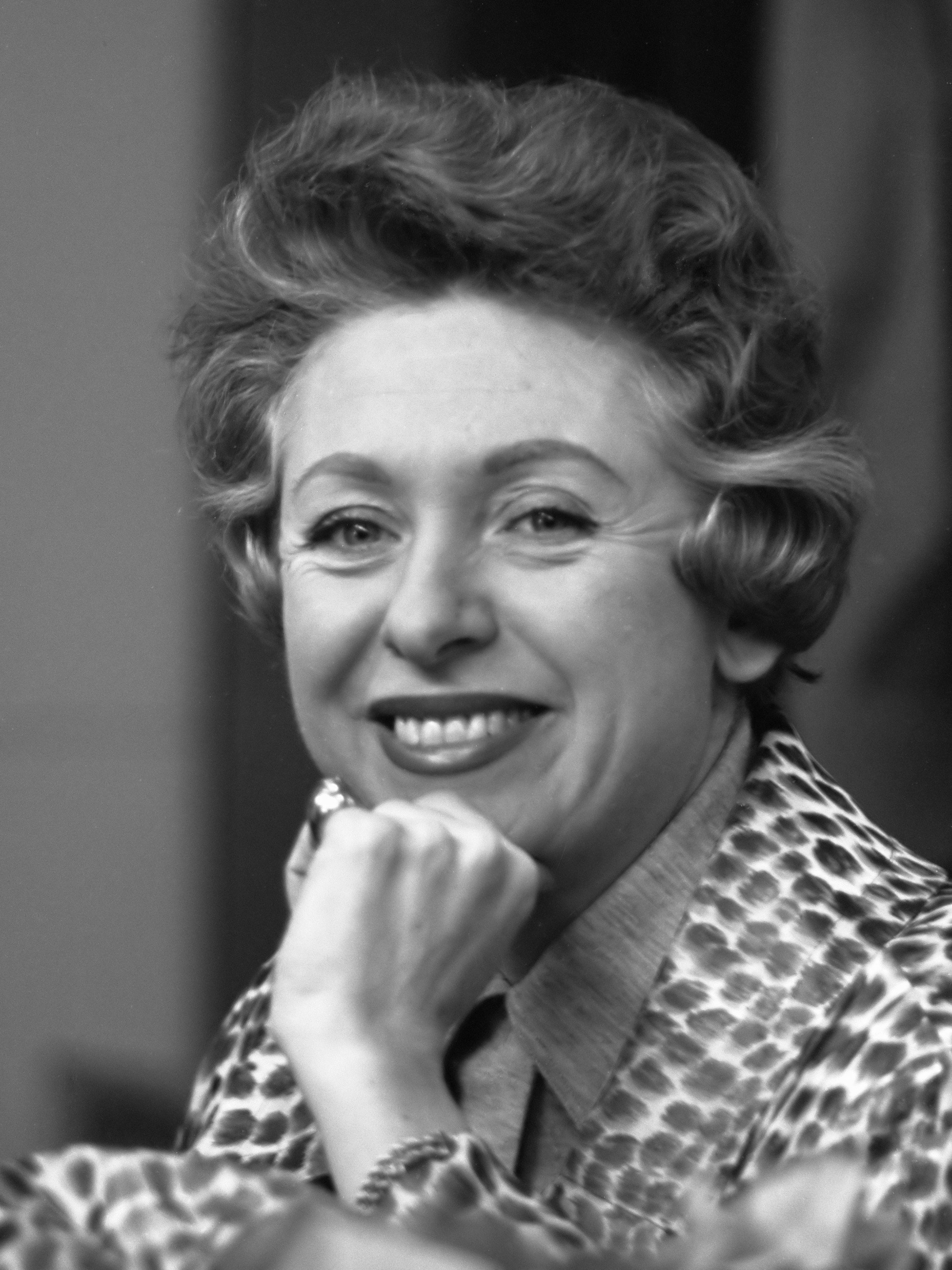
파타슈

파타슈(Patachou, 1918년 6월 10일 ~ 2015년 4월 30일)는 프랑스의 가수, 여배우이다.
프랑스 파리의 메니르몽탕에서 태어났다. 본명은 앙리에트 라공, 악보 출판상인인 라울 브루통의 상점에 다녔으며, 제2차세계대전 동안에는 비행기 공장에서 일을 하였다. 대전 후에는 몽마르트에서 과자 과게를 열었으며, 1947년에는 레스토랑을 개업, 손님을 모으기 위해 노래를 불렀다. 예명(藝名)인 파타슈는 파트 아 슈(크림 파페)에서 연유된 것이다. 모리스 슈발리에의 인정을 받아 1950년에는 ACC 디스크 대상을 수상하였으며, 서민적인 체취를 풍기는 가수로서 널리 알려져 있다.
2015년 4월 30일 96세의 나이로 사망하였다.